# Liste der Naturdenkmale in Wilhelmshaven
Die Liste der Naturdenkmale in Wilhelmshaven enthält die Naturdenkmale in der Stadt Wilhelmshaven in Niedersachsen.
Am 31. Dezember 2016 gab es nach der Statistik des Niedersächsischen Landesbetrieb für Wasserwirtschaft, Küsten- und Naturschutz in der Stadt Wilhelmshaven 9 Naturdenkmale im Zuständigkeitsbereich der unteren Naturschutzbehörde.

## Naturdenkmale
| Bild                          | Bezeichnung                               | Ort, Lage                                                                                        | Beschreibung | Schutzzweck | Nummer    |
| ----------------------------- | ----------------------------------------- | ------------------------------------------------------------------------------------------------ | --- | ----------- | --------- |
| mehr Fotos \| Fotos hochladen | Flussseeschwalben-Brutinsel im Banter See | Nordseite des Banter See (53° 30′ 39,6″ N, 8° 6′ 18,8″ O)                                        | |             | ND WHV 01 |
| BW                            | Eiche (Quercus robur)                     | Südstadt im Innenhof des Gebäudes Virchowstraße 1 / Weserstraße 78 (53° 30′ 56″ N, 8° 7′ 8,4″ O) | ehemals auf geschottertem Schulhof |             | ND WHV 06 |
| BW                            | Rotbuche (Fagus sylvatica)                | Südstadt vor dem Gebäude Weserstraße 47 (53° 30′ 57,5″ N, 8° 7′ 18,1″ O)                         | |             | ND WHV 07 |
| BW                            | Platane (Platanus acerifolia)             | Neuende im Gehwegbereich an der Bismarckstraße vor Haus Nr. 259 (53° 31′ 42,7″ N, 8° 5′ 20,8″ O) | |             | ND WHV 08 |
| Fotos hochladen               | Ulme (Ulmus carpinifolia)                 | Rüstersiel Straße An der Vogelwarte vor dem Haus Nr. 5 (53° 33′ 50,9″ N, 8° 6′ 35,9″ O)          | Überbleibsel einer dem Ulmensplintkäfer zum Opfer gefallenen Allee. Ca. 140 Jahre alt, Höhe ca. 25 Meter, Kronendurchmesser ca. 20 Meter, Stammumfang 4,40 Meter |             | ND WHV 09 |
| Fotos hochladen               | Linde (Tilia platyphyllos)                | Sengwarden Ecke Voslapper Straße / Hauptstraße (53° 35′ 32,4″ N, 8° 2′ 44,3″ O)                  | |             | ND WHV 10 |
| Fotos hochladen               | Kastanie (Aesculus hippocastanum)         | Stadtparkkolonie im Rondell der Gottorpstraße (53° 32′ 30,5″ N, 8° 4′ 56,7″ O)                   | |             | ND WHV 11 |
| BW                            | Kastanie (Aesculus hippocastanum)         | Tonndeich neben der Kopperhörner Mühle (53° 31′ 45,1″ N, 8° 6′ 59,8″ O)                          | 2021 wegen Pilzbefall gefällt. |             | ND WHV 12 |
| Fotos hochladen               | Eiche (Quercus robur)                     | Fedderwarden im Garten der Pastorei (53° 33′ 46,1″ N, 8° 2′ 27,6″ O)                             | |             | ND WHV 13 |

## Ehemalige Naturdenkmale
Im Januar 2002 wurden die Verordnungen 5 weiterer Naturdenkmale aufgehoben.
- Sommerlinden, 2 Baumgruppen, insgesamt 15 Bäume
- 3 Eichen, Langewerther Landstraße
- Kastanie, Kopperhörner Mühle
- 2 Ulmen, Ebkeriege/Bismarckstraße
- Wurt Alkostraße, Eschen, 3 Baumreihen